# Wolfgang Streeck
Wolfgang Streeck   (Lengerich, 27 d'octubre de 1946) és un sociòleg alemany. És un especialista en l'anàlisi crítica de la política economia capitalista des d'un enfocament dialèctic entre l'anàlisi institucional i les variants més rígides del capitalisme contemporani mostrant les seves limitacions, entre les quals destaquen la política d'austeritat, el sorgiment del que denomina «estat del deute» com a resultat de la reacció neoliberal de la dècada del 1980, la crisi fiscal de l'estat, dels sindicats i les relacions laborals, així com l'incert futur de la Unió Europea.
Des de 2018 Streeck està involucrat al moviment polític Aufstehen. Compartint el discurs d'aquest moviment Streeck reclama la tornada als estats nacionals advocant per «renacionalitzar la política econòmica» com a alternativa a «l'actual model institucional i polític de la Unió Europea» que defineix com a «producte de la neoliberal dècada del 1990».

## Biografia
Wolfgang Streeck es va graduar el 1972 en sociologia a la Universitat Johann Wolfgang Goethe de Frankfurt del Main. Entre 1976 i 1980 va ser investigador de l'Institut Internacional de Gestió a Berlín mentre realitzava estudis de sociologia a la Universitat de Colúmbia on es va graduar el 1974. En aquell mateix any va ser professor ajudant de sociologia al departament d'Economia i Ciències Socials de la Universitat de Münster. Entre 1988 i 1995 va treballar com a professor de sociologia i relacions industrials de la Universitat de Wisconsin. El 1995 va tornar a Alemanya per ocupar el lloc de director de l'Institut Max Planck per als Estudis Socials i professor de sociologia de la Facultat d'Economia i Ciències Socials de la Universitat de Colònia. El 2014 es va jubilar arribant. Streeck està casat i té dos fills.

## Crítiques al capitalisme

### Com acabarà el capitalisme?
L'any 2014, Streeck va escriure un article a New Left Review titulat «Com acabarà el capitalisme?», en el qual va plantejar la crisi del capitalisme que es palesa en una llarga sèrie de problemes polítics i econòmics que tenen el seu origen en el final de la prosperitat de la postguerra mundial a mitjans de la dècada del 1960. Streeck va escriure aquest article per tractar de la crisi del capitalisme, destacant tres tendències a llarg termini en les trajectòries dels països capitalistes rics i altament industrialitzats: primer, el declivi persistent de la taxa de creixement econòmic; segon, el persistent deute global en els principals estats capitalistes, on els governs, les llars i les empreses financeres i no financeres porten més de quaranta anys acumulant obligacions financeres; i tercer, la desigualtat econòmica tant d'ingressos com de riquesa.
Per a Streeck, el que resulta més alarmant és que aquestes tres tendències crítiques poden reforçar-se mútuament. El creixement constant, la moneda sòlida i un mínim d'equitat social que estengui alguns dels beneficis del capitalisme als que no tenen capital, s'han considerat des de fa molt temps els prerequisits perquè una economia política capitalista obtingui la legitimació necessària. No obstant això, el deute creixent, a més de no detenir el declivi del creixement econòmic, agreuja la desigualtat per mitjà dels canvis estructurals associats a la financiarització, que al seu torn tenia per objecte compensar els assalariats i els consumidors per la creixent desigualtat d'ingressos provocada per l'estancament dels salaris i les retallades dels serveis públics.
Streeck planteja que el que està ocorrent actualment amb el capitalisme correspon a un procés continu de declivi gradual, ajornat, però malgrat tot inexorable. Des de la crisi financera global del 2007-2012, els governs, principalment el dels Estats Units d'Amèrica (EUA), han seguit essent manejats amb fermesa pel capital financer. El creixement segueix essent anèmic, com els mercats de treball; una enorme liquiditat sense precedents ha estat incapaç de rellançar l'economia; i la desigualtat està aconseguint cada vegada cotes més sorprenents, mentre que l'1% dels rendistes s'ha apropiat del poc creixement que existeix.
Un problema amb la democràcia
La crisi del capitalisme planteja necessàriament el declivi de la relació entre capitalisme i democràcia. Encara que el capitalisme i la democràcia s'han considerat adversaris durant molt temps, l'acord de la postguerra va semblar aconseguir la seva reconciliació. No obstant això, actualment han tornat a emergir els dubtes sobre la compatibilitat d'una economia capitalista i un sistema de govern democràtic. La legitimitat de la democràcia de postguerra es basava en la premissa que els estats tenien la capacitat d'intervenir els mercats i corregir els errors en pro del benefici dels ciutadans. Tanmateix, dècades de desigualtat creixent, així com la impotència dels governs abans, durant i després de la crisi de 2008, han deixat dubtes sobre aquesta capacitat.
Un aspecte essencial de la retòrica antidemocràtica actual és la crisi fiscal de l'estat contemporani, com es veu reflectit en l'augment del deute públic des de la dècada del 1970. La deterioració del deute públic relacionat amb les baixades generals dels nivells de tributació, està essent utilitzada políticament per justificar les retallades en la despesa estatal i la privatització dels serveis públics, constrenyin la intervenció democràtica redistributiva en l'economia capitalista.
La protecció institucional de l'economia de mercat en relació amb les interferències democràtiques ha avançat en les últimes dècades. Els sindicats, en molts països estan en declivi i la política econòmica s'ha lliurat a bancs centrals independents. Així, doncs, tant els ciutadans corrents com les elits, (per motius antagònics) estan perdent la fe en els governs democràtics i la seva idoneïtat per reestructurar la societat d'acord amb els imperatius del mercat.
El capitalisme al llindar del precipici?
Streeck va afirmar que ateses les dècades de recessió, d'augment de la desigualtat i d'endeutament creixent (així com de l'agonia constant de la inflació, del deute públic i de la implosió financera des de la dècada del 1970), el capitalisme s'ha de definir com un fenomen històric, que no només té un començament, sinó també un final. Sota aquesta premissa, Streeck suggereix que ens acostumem a pensar en el final del capitalisme sense assumir la responsabilitat de contestar a la pregunta de què proposar en el seu lloc. Atès que el prejudici que el capitalisme només acabarà quan una societat nova i millor estigui a punt, implica un grau de control polític sobre el nostre destí comú que encara s'està lluny d'aconseguir-se. Això s'evidencia en el fet que ni els tecnòcrates màxims del capitalisme tenen la menor idea de com recompondre el sistema de nou.
Per a Streeck, l'avenç capitalista ha destruït ja pràcticament totes les agències que poguessin estabilitzar-lo a força de limitar-lo. La clau rau en el fet que l'estabilitat del capitalisme com a sistema econòmic depèn de que es contingui la seva dinàmica interna per mitjà de forces compensatòries: a través d'interessos i institucions col·lectives que sotmetin l'acumulació de capital a controls i equilibris socials. Nogensmenys, Streeck planteja que el capitalisme pot afeblir-se per excés d'èxit.
La imatge que Streeck proposa del final del capitalisme és la d'un sistema social amb una fallida crònica, per les seves causes inherents i al marge de l'absència d'una alternativa viable. Encara que no es pugui saber amb certesa quan i com desapareixerà el capitalisme, i què vindrà en el seu lloc, l'important, per a Streeck, és que no existeix cap força disponible de la qual pugui esperar-se que canviïn les tres tendències en caiguda lliure: el creixement econòmic, la igualtat social i l'estabilitat financera.
Concebre el final del capitalisme com a procés en lloc de com a esdeveniment, exigeix plantejar la qüestió de com definir el capitalisme. Streeck planteja que per determinar si el capitalisme està viu, moribund o mort, s'ha de definir «com una societat moderna que assegura la seva reproducció col·lectiva com un efecte col·lateral no intencionat de l'optimització racional individualitzada dels beneficis competitius a la recerca de l'acumulació de capital, per mitjà d'un procés de treball que combina capital de propietat privada amb força de treball mercantilitzada, complint la promesa de Bernard Mandeville de convertir els vicis privats en beneficis públics». Per a Streeck, és aquesta la promesa que el capitalisme contemporani ja no pot complir: la d'acabar la seva existència històrica com un ordre social que s'autoreprodueix, sostenible, previsible i legítim.
Una victòria pírrica
Sobre el paper, existeixen moltes raons perquè el capitalisme no hagi arribat a la seva fi. Respecte a la desigualtat, es podria pensar que la gent pot acostumar-s'hi. També existeixen nombrosos exemples de governs que són reelegits després de retallar la despesa social i privatitzar els serveis públics amb l'objectiu d'aplicar una política monetària ortodoxa beneficiosa per als propietaris dels diners. Quant a la crisi mediambiental, es podria pensar que es dona amb lentitud en comparació a la durada de la vida humana individual. A més, per mitjà dels avenços tecnològics, com el fracking, es compra temps, i si la capacitat pacificadora del consumisme té un límit, queda clar que estem lluny d'assolir-lo.
No obstant això, Streeck planteja el fet que el capitalisme no tingui oposició pot constituir més un desavantatge que un avantatge. Els sistemes socials progressen principalment per l'heterogeneïtat interna, pel pluralisme dels principis organitzatius que els protegeixen de la dedicació exclusiva a un objectiu únic, excloent-ne d'altres que també han de ser perseguits perquè el sistema sigui sostenible. En aquest context, el capitalisme s'ha beneficiat de l'ascens de moviments contradictoris, però només pot sobreviure mentre no sigui completament capitalista, ja que ni el capitalisme ni la societat que l'alberga, s'han lliurat de les «impureses necessàries». En aquest sentit, la derrota de l'oposició al capitalisme pot ser que hagi estat una victòria pírrica, que elimina les forces de contrapès, que si bé poden ser molestes, l'havien acompanyat a la pràctica. Així, doncs, Streeck planteja si podria ser que el capitalisme triomfant s'hagués convertit en el seu propi pitjor enemic.
Fronteres de la mercantilització
Streeck reprèn la idea dels límits socials contra l'expansió del mercat de Karl Polanyi, referent al seu concepte de les tres «mercaderies fictícies»: el treball, la terra i els diners. Defineix les mercaderies fictícies com «un recurs al que les lleis de l'oferta i la demanda se li apliquen només de manera parcial i difícil, si és que se li apliquen i, per tant, només pot ser tractat com una mercaderia d'una manera regulada acuradament i limitada, ja que una mercantilització total la destruiria o la faria inutilitzable». No obstant això, si les institucions restrictives no limiten l'expansió del mercat, hi ha el risc d'autoafeblir-se i posar en perill la viabilitat del sistema capitalista econòmic i social. Streeck planteja que fins i tot l'expansió del mercat ha aconseguit ja un llindar crític respecte a les tres mercaderies fictícies de Polanyi, en haver estat erosionades les salvaguardes institucionals que servien per protegir-les de la mercantilització total.
En les tres mercaderies fictícies hi ha limitacions que se centren en les exigències cada vegada més dures que el sistema d'ocupació imposa al treball humà, que els sistemes de producció i consum capitalista imposen sobre els recursos naturals finits, i que el sistema financer i bancari imposa a la confiança de les persones en piràmides de diners, crèdit i deute cada vegada més complexes.
L'excessiva mercantilització dels diners va ser el que va esfondrar l'economia global el 2008. Respecte a la mercantilització de la terra, Streeck assenyala la tensió entre el principi capitalista d'expansió infinita i la provisió finita dels recursos naturals. Per la qual cosa s'està produint una carrera entre l'esgotament de la naturalesa, d'una banda, i la innovació tecnològica, per una altra. Quant a la mercantilització del treball humà, Streeck assenyala que pot haver assolit un punt crític. Els mercats de treball no aconsegueixen millorar i la desocupació augmenta, mentre que la mobilitat global permet als empresaris reemplaçar treballadors locals poc disposats a la flexibilitat per treballadors migrants disposats a tot.
Streeck afirma que la qüestió de com i on ha de restringir-se l'acumulació de capital per protegir les tres mercaderies fictícies de la mercantilització total ha estat debatuda al llarg de tota la història del capitalisme. Però, actualment, el treball, la terra i els diners s'han convertit simultàniament en àrees de crisis després que la «globalització» hagi dotat les relacions i les cadenes de producció del mercat d'una capacitat sense precedents per traspassar els límits de les jurisdiccions polítiques i jurídiques de les nacions.
Cinc problemes
Streeck afirma que hem arribat a una situació en la qual es pot observar el capitalisme a punt de morir per haver eliminat la seva oposició, «morint d'una sobredosi de si mateix». Aquesta mort l'evidencia en cinc problemes sistèmics del capitalisme: estancament, redistribució oligàrquica, saqueig del domini públic, corrupció i anarquia global.
Per parlar de l'estancament econòmic, Streeck cita l'assaig de l'economista Robert Gordon on planteja sis factors no tecnològics, que anomena els «vents en contra», que produiran un estancament durador. Dins d'aquests factors Streeck en ressalta dos relacionats amb el baix creixement: la desigualtat i l'excés del deute del consumidor i del govern. Les teories sobre l'estancament del creixement econòmic són defensades per personalitats com Lawrence Larry Summers, Ben Bernanke i Paul Krugman. Summers va reconèixer haver perdut l'esperança que els tipus d'interès propers a zero anessin a produir creixement econòmic significatiu en el futur immediat, en un món que, en la seva opinió, patia un excés de capital.
Respecte al segon problema, Streeck planteja que no hi ha cap senyal que la tendència duradora cap a una major desigualtat econòmica sigui modificada. La desigualtat deprimeix el creixement. Amb tot, els diners que proporcionen els bancs centrals per recuperar el creixement no fan sinó augmentar encara més la desigualtat, en inflar el sector financer i convidar a la inversió especulativa en lloc de la producció. En aquest sentit, la redistribució cap amunt beneficia l'oligarquia: en lloc de servir a un interès col·lectiu de progrés econòmic, com prometia l'economia neoclàssica, se centra en l'extracció dels recursos d'unes societats cada vegada més empobrides i en declivi.
El tercer problema, és a dir, el saqueig del domini públic per mitjà de la infrafinanciació i la privatització, està molt relacionat amb el problema anterior. Segons Streeck té el seu origen en la transició en dues fases des de 1970: de l'Estat fiscal a l'Estat endeutat i d'aquest, finalment, a l'Estat de consolidació o d'austeritat. Entre els factors es troben l'evasió fiscal, els impostos dissenyats a mida i l'extorsió de retallades pressupostàries als governs realitzada per part de les grans empreses. Des d'abans de 2008, es va assumir que la crisi fiscal de l'estat se solucionava disminuint la despesa en lloc de pujant els impostos, especialment a les rendes altes. La conseqüència és el que s'observa avui dia: l'estancament econòmic combinat amb la redistribució oligàrquica.
La corrupció és el quart problema del capitalisme contemporani. Si bé el frau i la corrupció sempre han acompanyat el capitalisme, avui dia amb l'ascens del sector financer s'ha incrementat. Les finances plantegen la dificultat de distingir l'incompliment de les normes, atès que els rendiments per les activitats il·legals són alts, i les empreses implicades no només són massa grans per caure, sinó també massa grans per a ser empresonades d'acord amb la seva importància per a la política econòmica nacional i la recaptació tributària. En aquest sentit, Streeck planteja que la deterioració moral del capitalisme té relació amb el seu declivi econòmic, i l'intent de Max Weber d'evitar que es confongués el capitalisme i la cobdícia ha fracassat car avui dia el capitalisme s'ha convertit en sinònim de corrupció.
El cinquè i últim problema, es refereix a la necessitat del capitalisme global de tenir un centre per assegurar la seva perifèria i proporcionar-li un règim monetari creïble. No obstant això, el capitalisme contemporani pateix cada vegada més de l'anarquia global, ja que la funció del dòlar com a divisa de referència internacional està qüestionada, i la cerca d'una alternativa internacional no està donant resultats en la mesura que els EUA no poden renunciar al privilegi d'endeutar-se en la seva pròpia moneda.
En resum, Wolfgang Streeck planteja que el capitalisme com a ordre social sostingut per la promesa del progrés col·lectiu sense límit, està en una situació crítica. El creixement està generant l'estancament secular; el progrés econòmic que queda és cada vegada menor i menys compartit; i la confiança en l'economia monetària capitalista se suporta sobre promeses creixents que cada vegada és menys probable que es compleixin. Des de la dècada del 1970, el centre capitalista ha sofert tres crisis successives, una inflacionària, una de les finances públiques i una darrera de l'endeutament privat. Actualment, en una complicada fase de transició, la seva supervivència depèn de que els bancs centrals li proporcionin liquiditat sintètica il·limitada. A més, el matrimoni entre el capitalisme i la democràcia, vigent des de 1945, s'està trencant. A les tres fronteres de la mercantilització (el treball, la naturalesa i els diners) les institucions reguladores que restringeixen l'avenç del capitalisme per al seu propi bé s'han esfondrat, i després de la victòria final del capitalisme sobre els seus enemics no s'albira cap agent polític capaç de reconstruir-les. El sistema capitalista està actualment afectat, almenys, per cinc problemes que empitjoren i dels quals no existeix una cura immediata: descens del creixement, oligarquia, liquidació de l'esfera pública, corrupció i anarquia global.

### La crisi del capitalisme democràtic
El 2011, Wolfgang Streeck va escriure «Les crisis del capitalisme democràtic» al número 71 de la revista New Left Review. Allí s'hi planteja que la tensió que existeix en la configuració politicoeconòmica de les societats capitalistes avançades es manifesta en la crisi econòmica contemporània. Dit en altres paraules: la crisi econòmica actual sols es pot entendre en el marc de la transformació intrínsecament conflictiva que s'està produint en la formació social que el denomina: capitalisme democràtic. Streeck parteix del fet que el capitalisme democràtic es va consolidar en «l'hemisferi occidental» únicament fins després de la Segona Guerra Mundial, i que s'ha caracteritzat per tenir una sèrie de crisis emmarcades en un conflicte endèmic entre els mercats capitalistes i la política democràtica.
Mercats versus votants?
L'antagonisme existent entre el capitalisme i la democràcia no és nou, de fet es remunta al segle xix. No obstant això, després de la Segona Guerra Mundial es va generalitzar la idea que perquè el capitalisme fos compatible amb la democràcia havia d'estar sotmès al control polític, amb el propòsit d'evitar que la pròpia democràcia es veiés limitada en nom del lliure mercat. Pel seu costat, segons la teoria econòmica dominant, les crisis econòmiques es deuen a les intromissions polítiques que distorsionen el mercat buscant objectius socials.
En aquest sentit, Streeck planteja que existeixen diverses formes de conceptualitzar les causes subjacents d'aquest antagonisme entre el capitalisme i la democràcia. Per això, defineix el capitalisme democràtic com una economia política governada per dos principis o règims en conflicte d'assignació dels recursos: un que opera segons la «productivitat marginal», en funció dels mèrits manifestats en el «joc lliure de les forces de mercat», i l'altre basat en les necessitats o drets socials, expressats en les opcions col·lectives de la política democràtica.
Encara que gairebé mai no coincideixin del tot aquests principis en el capitalisme democràtic, els governs han d'obeir suposadament a tots dos principis de manera simultània. No obstant això, en la pràctica es privilegia un d'ells en detriment de l'altre, fins que es veuen castigats per les conseqüències. Streeck planteja que, des de la perspectiva de la utopia liberal, l'economia ensenya a la ciutadania i a la classe política que la veritable justícia és la justícia del mercat, que recompensa a cadascú segons la seva contribució, en lloc de jutjar les seves necessitats com a drets. No obstant això, en realitat és molt difícil pensar que es pugui apartar les persones dels seus drets socials i polítics no sotmesos a la llei del mercat i al dret a la propietat, i la societat tendeix a afavorir allò social sobre l'econòmic.
Per a l'economia, les crisis apareixen com a resultat del fracàs dels governs que no respecten les lleis naturals autèntiques governants de l'economia. Mentre que una part de la teoria de l'economia política percep les crisis com a manifestacions de les «reaccions kaleckianes» dels propietaris de recursos productius davant la intromissió de la política democràtica en els seus dominis, impedint així que s'exploti plenament el poder del mercat.	
Streeck conclou que encara que una economia suficientment descontextualitzada pot modelar-se com alguna cosa que tendeix a l'equilibri, no es pot fer el mateix amb l'economia política. La política capitalista ha fet tot el possible per lliurar-nos de l'oportunisme democràtic corrupte i portar-nos als mercats autorregulats. Tanmateix, fins ara la resistència democràtica es manté, i amb ella les distorsions que origina contínuament en les economies de mercat.	
Els acords de postguerra
La treva que es va dur a terme entre capitalisme i democràcia després de la Segona Guerra Mundial, significava essencialment que la classe obrera organitzada acceptava el mercat capitalista i els drets de propietat a canvi de la democràcia política que li garantia seguretat social i un augment sostingut del nivell de vida. Aquesta treva incloïa l'expansió de l'estat de benestar, el dret del la classe treballadora a la lliure negociació col·lectiva i una garantia política de plena ocupació subscrita pels governs. No obstant això, a partir dek 1960, quan el creixement va començar a disminuir, aquests acords van ser difícils de mantenir.
A la fi de la dècada del 1960 es va produir, de fet, una onada mundial de militància obrera, encoratjada per l'arrelada convicció que el nivell de vida creixent era un dret polític i per la pèrdua de la por a la desocupació. A partir del 1970 els governs del món occidental van creure que una política monetària flexible era l'única sortida possible, fins i tot permetent la coexistència de la negociació col·lectiva i la lliure ocupació, deixant com a conseqüència un augment generalitzat de la taxa d'inflació.
En aquest sentit, Streeck planteja la inflació com un reflex monetari del conflicte distributiu entre una classe obrera que exigeix seguretat en l'ocupació i major participació en la renda del país, i una oligarquia que s'esforça per maximitzar el rendiment del seu capital. En la mesura que es produeix una incompatibilitat entre ambdues parts respecte del que és seu per dret, una insistint en els drets associats a la ciutadania i l'altra en els de la propietat i el poder de mercat, la inflació es pot considerar com una expressió d'anomia en una societat que, per raons estructurals, no pot aconseguir criteris comuns de justícia social. Tal com el sociòleg John Goldthorpe va suggerir a la fi de 1970, aquí radica la dificultat d'erradicar una elevada inflació en una economia de mercat democràtic-capitalista que permet als treballadors i ciutadans corregir la influència del mercat mitjançant l'acció política col·lectiva.
Baixa inflació, major desocupació
A partir del 1979 la inflació es va contenir quan Paul Volcker, president del Banc de la Reserva Federal dels EUA, sota l'administració de Jimmy Carter, va elevar els tipus d'interès a altures sense precedents, provocant que la desocupació aconseguís nivells mai no vistos des de la Gran Depressió.
En els anys subsegüents, les taxes d'inflació van romandre baixes al món capitalista, però la desocupació va anar creixent com també el deute públic. Entre les múltiples causes de l'augment del deute públic es trobava l'aversió dels contribuents als impostos a causa de l'estancament del creixement.
Una conseqüència de la baixada de la inflació, com a instrument per tancar la bretxa entre les reivindicacions de la ciutadania i les dels mercats, va ser que la càrrega d'assegurar la pau social va recaure sobre l'estat. A mesura que la pugna entre el mercat i la distribució social es desplaçava del mercat laboral a l'arena política, la pressió electoral anava substituint les reivindicacions sindicals.
Desregulació i deute privat
L'arribada de Bill Clinton a la presidència dels EUA, va significar tornar a una política d'austeritat que suposava importants retallades en la despesa pública i canvis en la política social. Nogensmenys, entre 1998 i 2000 el govern federal estatunidenc va obtenir un superàvit pressupostari per primera vegada en dècades.
Aquest fet, però, no va significar que el govern de Clinton aconseguís pacificar l'economia política capitalista sense recórrer a recursos econòmics addicionals encara no produïts. L'estratègia de Clinton depenia en gran manera de la desregulació del sector financer, on van aparèixer oportunitats d'endeutament per als ciutadans i les empreses. En aquest sentit, el govern ja no era qui s'endeutava per finançar l'accés igualitari a un habitatge digne o a l'educació, sinó que ara eren els ciutadans individuals els que, amb un règim de crèdit extremadament generós, podien o havien d'endeutar-se corrent els seus propis riscos.
El deute individual reemplaçava el públic, a diferència de l'època en la qual el govern utilitzava els recursos futurs per al seu ús present endeutant-se, ara els recursos provenien dels individus que venien, als mercats financers liberalitzats, compromisos de pagament d'una part significativa dels seus futurs guanys a institucions de crèdit que al seu torn els proporcionaven la capacitat immediata de comprar el que volguessin. Amb tot, el sistema de crèdit es va esfondrar el 2008, quan inesperadament s'ensorrà l'esquema de Ponzi del crèdit internacional sobre el qual havia descansat la prosperitat de finals de la dècada del 1990 i principis de la següent.
El deute sobirà
A partir d'aquell any, assenyala Streeck, la crisi del capitalisme democràtic de postguerra va entrar en la seva quarta i última etapa, després de les fases successives de la inflació, el dèficit públic i l'endeutament privat. Després del 2008, el conflicte distributiu sota el capitalisme democràtic s'ha emmarcat en una tensió entre els inversors financers globals i els estats nació sobirans. Mentre que en el passat la classe treballadora lluitava contra els patrons, els contribuents contra els ministres d'hisenda i els deutors privats contra els bancs privats, avui dia, les institucions financeres són les que s'enfronten als propis estats.
Atesa la quantitat de deute que arrosseguen la majoria dels estats actualment, inclús el menor augment del tipus d'interès sobre els títols del deute pot provocar un desastre pressupostari. Tanmateix, els mercats han d'evitar empènyer als estats a declarar-se en fallida, la qual cosa sempre és una opció oberta per a un govern que sofreix pressions intolerables del mercat.
Aquesta tensió en el capitalisme democràtic caracteritzada per les reivindicacions de drets socials i els efectes del lliure mercat, porta com a conseqüència que el ciutadà mitjà pagarà –per la consolidació del deute públic, l'eventual fallida d'altres països, els creixents tipus d'interès sobre el deute públic, i si és necessari, per un altre rescat dels bancs nacionals i internacionals– amb els seus estalvis privats, amb les retallades en els serveis públics i el seu deteriorament, i amb impostos més alts.
Desplaçaments successius
Durant les quatre dècades transcorregudes des del final del creixement de postguerra, l'epicentre de la tensió tectònica en el si del capitalisme democràtic s'ha traslladat d'un emplaçament institucional a un altre, donant lloc a una successió de pertorbacions econòmiques diferents, però relacionades sistèmicament.
La tolerància cap a la inflació, l'acceptació de l'endeutament públic i la desregulació del crèdit privat no van ser més que arranjaments provisionals per a uns governs enfrontats a un conflicte aparentment inevitable entre els dos principis contradictoris d'assignació sota el capitalisme democràtic: drets socials d'una banda i productivitat marginal, tal com l'avalua el mercat, per l'altra. Encara que van funcionar per un temps, van començar a generar problemes deixant en evidència que la reconciliació entre l'estabilitat social i l'economia en les democràcies capitalistes és un projecte utòpic.
Desordre polític
Streeck afirma que en els últims anys ha disminuït notablement la possibilitat de gestionar políticament el capitalisme democràtic en el sistema emergent global. A conseqüència d'això, creixen els riscos, tant per a la democràcia com per a l'economia. Actualment, sembla impossible repetir el rescat públic del capitalisme privat seguint el model de 2008, perquè les finances públiques estan ja exhaustes.
Nogensmenys, amb l'arribada d'una nova era d'austeritat, la capacitat dels estats nació d'intervenir entre els drets de la ciutadania i les exigències de l'acumulació capitalista s'ha vist seriosament afectada. Les crisis i contradiccions del capitalisme democràtic s'han internacionalitzat, afectant no només els estats sinó també les relacions entre ells. Els mercats han començat a dictar intransigentment el que els estats, suposadament sobirans i democràtics, poden fer per a la ciutadania i el que han de negar-los.
Streeck planteja que els estats han d'atendre el que els mercats els dicten, la qual cosa fa que la ciutadania percebi cada vegada més als seus governs no com a agents propis, sinó d'altres estats o organitzacions internacionals com l'FMI o la Unió Europea, molt més immunes enfront de la pressió electoral que l'estat nació tradicional. Per exemple, en països com Grècia i Irlanda, la democràcia quedarà esborrada durant molts anys: a fi de comportar-se «responsablement», tal com prescriuen els mercats i institucions internacionals, els governs nacionals hauran d'imposar una austeritat estricta, desoint el que pugui voler el poble.
Streeck conclou afirmant que les ciències socials poden fer molt poc, o potser no gens, per resoldre les tensions i contradiccions estructurals que subjauen sota el desordre econòmic i social actual. El que sí poden fer és exposar-les a la llum i destriar les continuïtats històriques que permeten entendre-les plenament. Avui més que mai, el poder econòmic sembla haver-se convertit en poder polític, mentre que els ciutadans es veuen privats de les seves defenses democràtiques i de la seva capacitat d'exigir a l'economia política interessos i demandes incompatibles amb les dels propietaris del capital.

## Crítiques a Wolfgang Streeck
Jürgen Habermas, en el seu escrit Us explico perquè l'esquerra Europea s'equivoca considera que Strecck no defensa la consolidació i reforçament democràtic del projecte europeu i l'equilibri entre política i mercat, sinó el retorn a temps passats. Per Habermas aquesta posició peca de nostàlgica, ja que els estats dels anys 1960 estan superats per la realitat -globalització- que els ha fet perdre sobirania real enfront dels mercats, i considera que només des d'un marc institucional més ampli, Europa, es pot establir una política fiscal, social i econòmica més equilibrada.

## Obra publicada

#### traduccions al català
- Com acabarà el capitalisme? Assaigs sobre un sistema en fallida. Traducció: Josep Ventura.  València: Institució Alfons el Magnànim - Centre Valencià d'Estudis i d'Investigació, 2017. ISBN 978-84-7822-730-3.